# Octavi Vilà Mayo
Octavi Vilà Mayo (Tarragona, 11 dicembre 1961) è un vescovo cattolico spagnolo, dal 29 febbraio 2024 vescovo di Gerona.

## Biografia
Octavi Vilà Mayo è nato a Tarragona l'11 dicembre 1961.

### Formazione e ministero sacerdotale
Ha frequentato i cicli di istruzione generale di base, il liceo unificato polivalente e il corso di orientamento universitario presso il collegio "La Salle" della sua città natale.
Nel 1984 ha conseguito la laurea in geografia e storia e nel 1987 in biblioteconomia e documentazione presso l'Università di Barcellona. Nel 1996 ha ottenuto un diploma post-laurea in nuove tecnologie dell'informazione presso l'Università Politecnica della Catalogna e nel 2000 un secondo diploma in management culturale presso l'Università Pompeu Fabra di Barcellona.
Prima di entrare in monastero, ha lavorato presso l'emeroteca di Tarragona dal 1983 al 2005. È stato anche segretario della Confraternita di Poblet dal 2000 al 2005, segretario del consiglio di amministrazione di Poblet dal 2003, segretario e vicepresidente dell'Archivio della Biblioteca Santes Creus dal 1998 al 2005, membro del consiglio di amministrazione dell'Archivio Montserrat Tarradellas i Macià dal 2000 al 2005 e membro del primo comitato di redazione della rivista Poblet dal 2000 al 2005.
Nel luglio del 2005 è entrato nel monastero cistercense di Santa Maria di Poblet. Dal 2007 al 2015 ha studiato filosofia e teologia presso la Facoltà di Teologia della Catalogna a Barcellona concludendoli con la licenza in teologia sistematica. Il 26 gennaio 2006 ha indossato l'abito cistercense. Il 26 gennaio dell'anno successivo ha emesso la professione temporanea e il 15 agosto 2010 quella solenne. Il 21 aprile 2014 è stato ordinato diacono da monsignor Joan Enric Vives Sicilia, arcivescovo-vescovo di Urgell. Nel maggio successivo è stato nominato sottopriore. Il 1º maggio dell'anno successivo è stato ordinato presbitero da monsignor Jaume Pujol Balcells, arcivescovo metropolita di Tarragona. Il 3 dicembre 2015 è stato eletto abate; è succeduto a José Alegre Vilas. Ha ricevuto la benedizione abbaziale il 27 febbraio successivo da Mauro-Giuseppe Lepori, abate generale dell'Ordine cistercense. Il 2 dicembre 2021 la sua comunità monastica lo ha confermato abate fino al raggiungimento dell'età canonica di ritiro.
Come abate di Poblet, è stato presidente della Congregazione Cistercense della Corona d'Aragona e membro del capitolo generale e del sinodo dell'Ordine cistercense, presidente del consiglio di amministrazione dell'archivio Montserrat Tarradellas i Macià e membro del consiglio di amministrazione di Poblet. Dal 2022 è stato presidente dell'incontro degli abati e dei provinciali (RAP) della Catalogna.
Ha pubblicato diversi articoli su argomenti di storia contemporanea e di biblioteconomia.

### Ministero episcopale
Il 29 febbraio 2024 papa Francesco lo ha nominato vescovo di Gerona.
 Ha ricevuto l'ordinazione episcopale il 21 aprile successivo nella cattedrale di Santa Maria a Gerona dall'arcivescovo metropolita di Tarragona Joan Planellas i Barnosell, co-consacranti l'arcivescovo Bernardito Cleopas Auza, nunzio apostolico in Spagna e Andorra, il cardinale Juan José Omella Omella, arcivescovo metropolita di Barcellona, l'arcivescovo-vescovo di Urgell Joan Enric Vives Sicilia e l'arcivescovo metropolita di Valladolid Luis Javier Argüello García. Durante la stessa celebrazione ha preso possesso della diocesi.
In seno alla Conferenza episcopale spagnola è membro della commissione per la vita consacrata dal luglio del 2024.

## Genealogia episcopale
La genealogia episcopale è:
- Cardinale Scipione Rebiba
- Cardinale Giulio Antonio Santori
- Cardinale Girolamo Bernerio, O.P.
- Arcivescovo Galeazzo Sanvitale
- Cardinale Ludovico Ludovisi
- Cardinale Luigi Caetani
- Cardinale Ulderico Carpegna
- Cardinale Paluzzo Paluzzi Altieri degli Albertoni
- Papa Benedetto XIII
- Papa Benedetto XIV
- Papa Clemente XIII
- Cardinale Marcantonio Colonna
- Cardinale Giacinto Sigismondo Gerdil, B.
- Cardinale Giulio Maria della Somaglia
- Cardinale Carlo Odescalchi, S.I.
- Cardinale Costantino Patrizi Naro
- Cardinale Serafino Vannutelli
- Cardinale Domenico Serafini, Cong. Subl. O.S.B.
- Cardinale Pietro Fumasoni Biondi
- Cardinale Antonio Riberi
- Arcivescovo Gabino Díaz Merchán
- Arcivescovo Elías Yanes Álvarez
- Cardinale Juan José Omella
- Arcivescovo Joan Planellas i Barnosell
- Vescovo Octavi Vilà Mayo, O.Cist.